# ES Jerba Midoun
Espoir Sportif de Jerba Midoun (arabisch الأمل الرياضي بجربة, DMG al-Amal ar-Riyāḍī bi-Ǧirba), meist kurz ES Jerba Midoun genannt, ist ein Fußballverein von der Insel Djerba in Tunesien mit Sitz in der Stadt Midoun. Der Verein wurde 1976 gegründet und trägt seine Spiele in blau-weißen Trikots aus. Die Mannschaft ist regelmäßig in der zweiten Liga vertreten.
ES Jerba gilt neben dem Rivalen AS Djerba aus Houmt Souk als einer der beiden bedeutendsten Fußballklubs der Insel.

## Erfolge
- Tunesischer Ligapokal
  - Sieger: 2001
- Ligapokal der Zweitligisten
  - Sieger: 2007
- Dritte Liga (Gruppe Süd)
  - Meister: 2006
  - Vizemeister: 2008

## Heimstätte

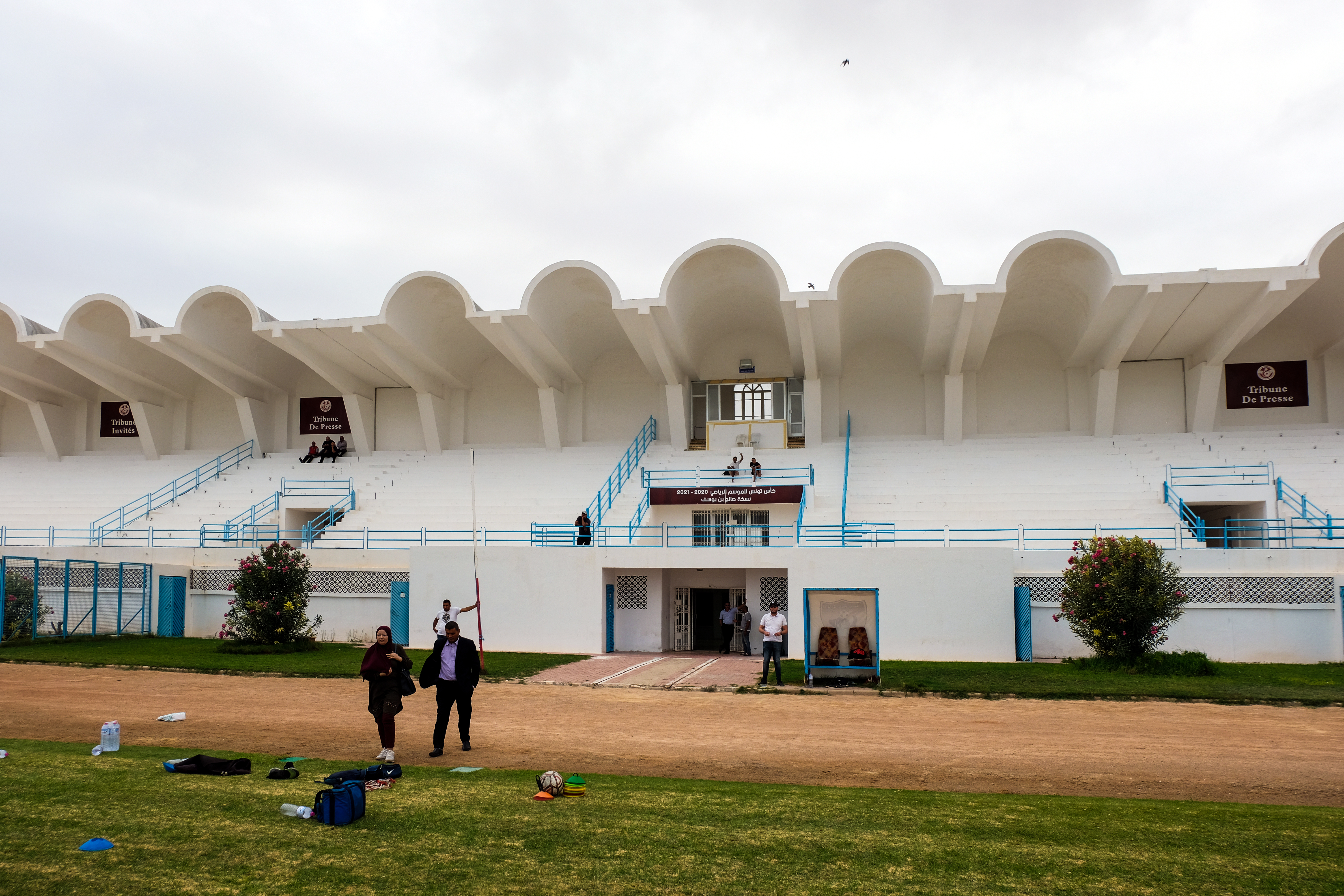
Ansicht des Stadions von ES Jerba Midoun (2022)

Das Stade de Midoun verfügt über einen Naturrasen und bietet rund 10.000 Zuschauern Platz. 
Im Jahr 2021 fand dort das Endspiel der 64. Ausgabe des tunesischen Pokalwettbewerbs statt, bei dem der Club Africain auf den CS Sfaxien traf.
Die Austragung in Midoun war eine Ausnahme, da Endspiele üblicherweise im Stade Hammadi Agrebi in Radès, nahe der Hauptstadt Tunis, stattfinden.

## Inselderby
ES Jerba Midoun unterhält eine lokale Rivalität mit dem AS Djerba. Beide Vereine stammen von der Insel Djerba, wobei ihre Heimatorte Midoun und Houmt Souk etwa 15 Kilometer voneinander entfernt liegen. Die Begegnung gilt als Inselderby und besitzt eine besondere regionale Bedeutung.